# Альткюла (Ида-Вирумаа)
А́льткю́ла (эст. Altküla) — деревня в северной части уезда Ида-Вирумаа в волости Тойла, на северо-востоке Эстонии. Располежена на берегу Финского залива (Балтийское море) и недалеко от автомагистрали E20, соединяющей Таллинн с Санкт-Петербургом.
По состоянию на 2019 год в Альткюле проживало 70 человек.  

## Этимология
Альткюла впервые упоминается в исторических источниках в 1426 году как Керилеппе (эст. Kerileppe), затем в 1726 году как Киррилеп (эст. Kirrilep), в 1796 году как Керрилеп (эст. Kerrilep), а в 1871 году как Кяррилеп (эст. Kärrilep).